# Rinky Dink (instrumentaal)
"Rinky Dink" is een instrumentaal nummer geschreven door Dave "Baby" Cortez en Paul Winley en uitgevoerd door Cortez. Het bereikte nummer 9 in de Amerikaanse R&B-hitlijst en nummer 10 in de Amerikaanse pop hitlijst in 1962.  Het stond op zijn album Rinky Dink uit 1962.  In Canada bereikte het nummer nummer 6. 
Het nummer stond op nummer 59 in de Billboard Top 100 singles van 1962.